# Hardyville (Kentucky)
Hardyville es un lugar designado por el censo ubicado en el condado de Hart en el estado estadounidense de Kentucky. En el Censo de 2010 tenía una población de 156 habitantes y una densidad poblacional de 94,11 personas por km².

## Geografía
Hardyville se encuentra ubicado en las coordenadas 37°15′15″N 85°47′36″O / 37.25417, -85.79333. Según la Oficina del Censo de los Estados Unidos, Hardyville tiene una superficie total de 1.66 km², de la cual 1.63 km² corresponden a tierra firme y (1.41%) 0.02 km² es agua.

## Demografía
Según el censo de 2010, había 156 personas residiendo en Hardyville. La densidad de población era de 94,11 hab./km². De los 156 habitantes, Hardyville estaba compuesto por el 96.15% blancos, el 2.56% eran afroamericanos, el 0% eran amerindios, el 0% eran asiáticos, el 0% eran isleños del Pacífico, el 0% eran de otras razas y el 1.28% pertenecían a dos o más razas. Del total de la población el 0% eran hispanos o latinos de cualquier raza.